# HaFraBa

Plakat zu einer Ausstellung im Gewerbemuseum Basel 1927, gestaltet von Robert Stöcklin

Die HaFraBa e. V. (Silbenwort für Verein zur Vorbereitung der Autostraße Hamburg[oder Hansestädte]–Frankfurt–Basel) war das erste große Reichsautobahn-Projekt in Deutschland, an das bis heute der Autobahnbau anknüpft. „Bei Kriegsende waren rund 3900 Kilometer [Autobahn] fertig gestellt, davon 2200 Kilometer im Bereich der späteren Bundesrepublik.“

## Geschichte
Der Verein wurde am 6. November 1926 als Verein zum Bau einer Straße für den Kraftwagen-Schnellverkehr von Hamburg über Frankfurt a. M. nach Basel von Straßenbaufirmen unter der Führung von Robert Otzen gegründet und hatte seinen Sitz in Frankfurt am Main. Geschäftsführer des Vereins wurde Willy Hof. Die Organisation projektierte eine Autobahnverbindung von Hamburg über Hannover und Frankfurt am Main nach Basel (und dann weiter durch die Schweiz nach Genua). Die damals geplante Trasse entspricht in etwa dem Verlauf der heutigen Bundesautobahn 5 (zwischen Heidelberg und Darmstadt abweichend der A 656, Teilen der A 6 und A 67) und weiter nördlich der A 7 bis Hamburg.

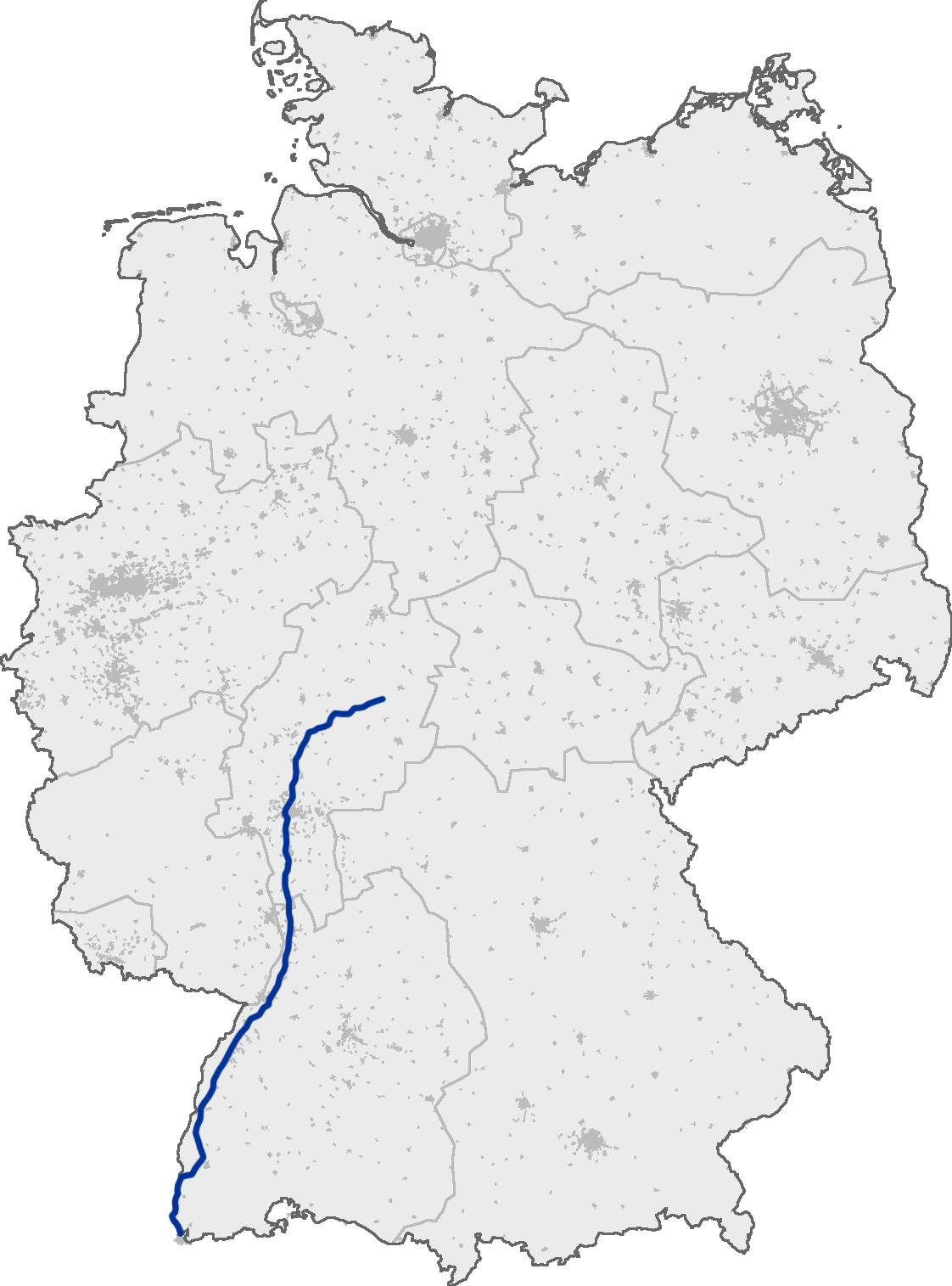
Heutige Autobahn 5
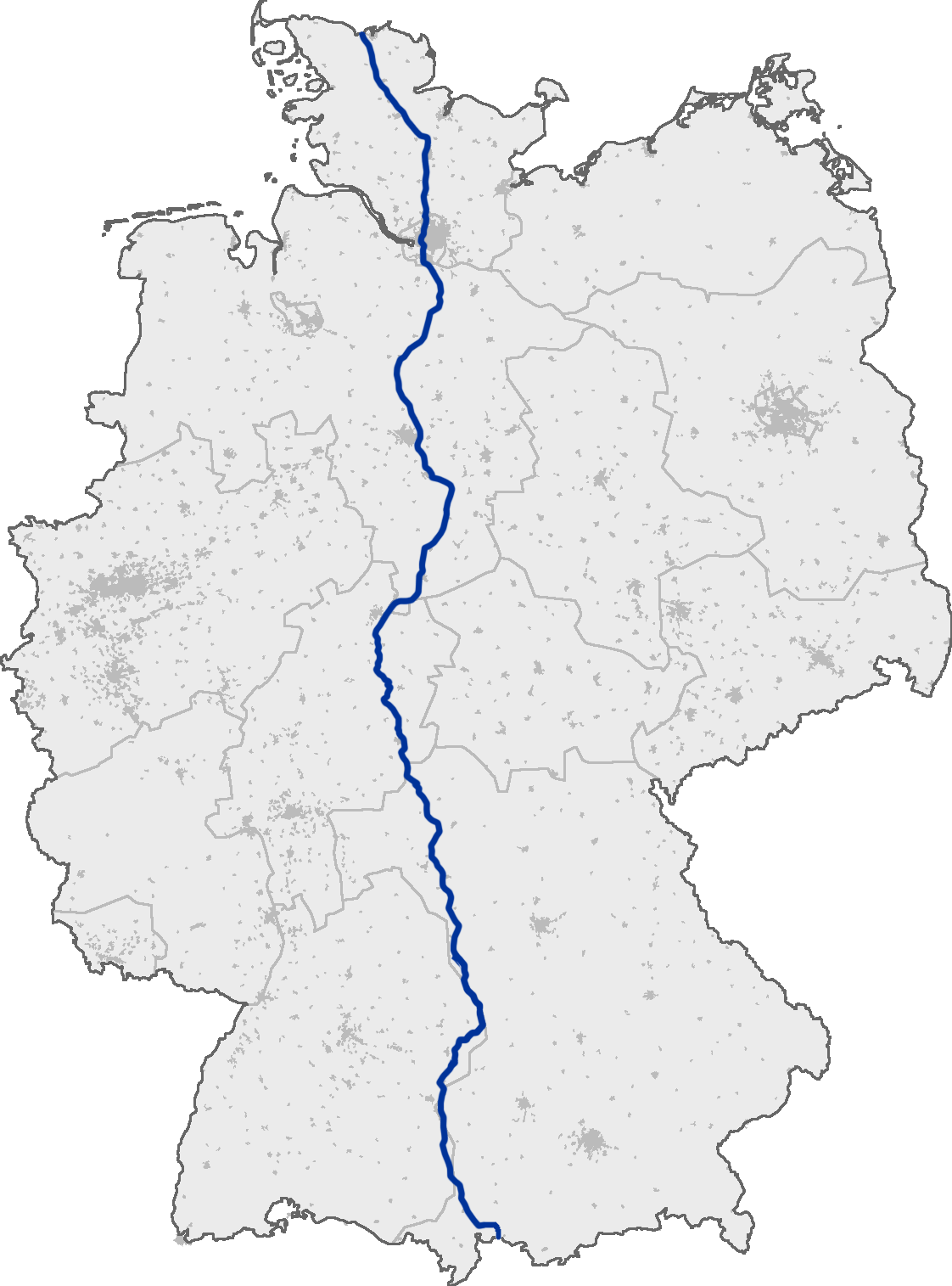
Heutige Autobahn 7
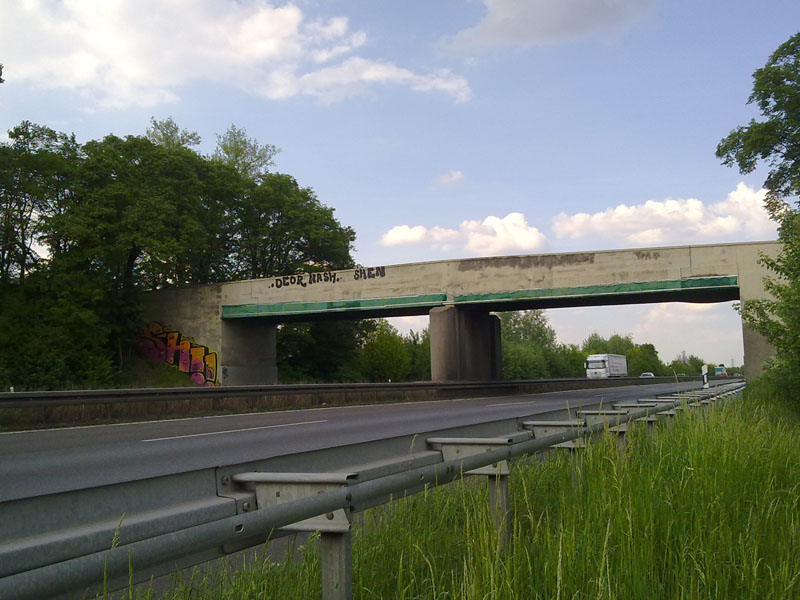
Älteste bis Mai 2015 vorhandene Autobahnbrücke auf der HaFraBa-Magistrale an der A 67 bei Pfungstadt von 1934.

Am 31. Mai 1928 wurde der Verein umbenannt in Verein zur Vorbereitung der Autostraße Hansestädte–Frankfurt–Basel, um auch die Hansestädte Bremen und Lübeck in die Planungen einbeziehen zu können – dabei blieb das Kürzel HaFraBa passenderweise unverändert.
1930 wurden in mehreren summarischen Artikeln mit dem Untertitel Städte an den Hafrabastraßen von J.F. Amberger (Heidelberg), Adolf Elsaesser (Stadtbaudirektor Mannheim), Theodor Krebs (Darmstadt), Maurer (Mainz), Rehorn (Verkehrsdirektor Kassel) und Carl Thalenhorst (Senator für Bauverwaltung Bremen) im Hafraba-Mitteilungsblatt die detaillierten Planungen der jeweiligen Städte zur Anbindung an die Hafraba vorgestellt.
Da die öffentlichen Stellen keine Notwendigkeit für das Projekt erkannten, war zur Finanzierung über ein Mautsystem nachgedacht worden. Die Berechnungen ergaben folgende Preise:
- ein Auto inklusive Fahrer: 3 Pfennig je Kilometer
- jede weitere Person: 1 Pfennig je Kilometer
- Lastkraftwagen: 2 Pfennig je Kilometer
- Beladung: ½ Pfennig je Tonne und je Kilometer

Das Projekt stieß zunächst auf Ablehnung seitens der Nationalsozialisten. Nach Hitlers Machtübernahme wurden die Planungen teilweise übernommen und die Ideen-Urheberschaft reklamiert. So forderte der damalige Generalinspektor für das Deutsche Straßenwesen, Fritz Todt: „Die Reichsautobahnen, wie wir sie jetzt bauen, haben nicht als von der HAFRABA vorbereitet zu gelten, sondern einzig und allein als Die Straßen Adolf Hitlers“. Der Name des Vereins wurde in GEZUVOR („Gesellschaft zur Vorbereitung der Reichsautobahnen e. V.“) geändert. Das Hauptaugenmerk für die Autobahnnutzung galt weniger dem Individualverkehr, der damals nur sehr beschränkt vorhanden war, als dem Lastwagenverkehr und den Reichsbahn-Schnellomnibussen Frankfurt–Darmstadt–Mannheim–Heidelberg, die dreimal und zwischen Darmstadt und Frankfurt sechsmal täglich in beide Richtungen verkehrten.
Heute ist die kürzeste Autobahnverbindung von Hamburg über Frankfurt nach Basel nach Fertigstellung des letzten Bauabschnittes der A 49 im März 2025 wie folgt ausgestaltet:
Hamburg
→ A 7 → AK Kassel-Mitte → A 49 → AD Ohmtal → A 5 →
Frankfurt
→ AK Darmstadt → A 5 oder A 67/A 6 (über AD Viernheim) → AK Walldorf → A 5 →
Basel

## Mythos und Widerstand

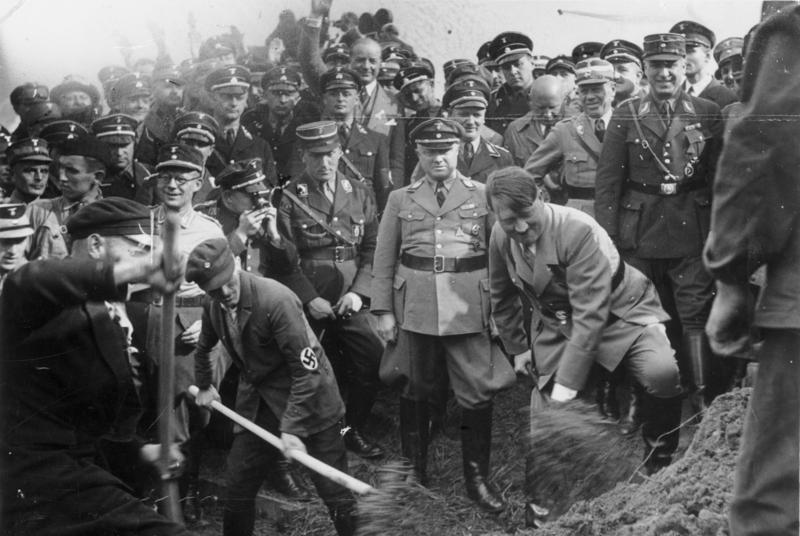
Adolf Hitler am 23. September 1933 beim 1. Spatenstich der HAFRABA

Der Bau der HAFRABA spielte eine wichtige Rolle in der nationalsozialistischen Propaganda.

„Der von Hitler im September [am 23. September] 1933 vollzogene „erste Spatenstich“ wurde als Medienereignis ohnegleichen inszeniert, um eindrücklich die Gedankenkette einzuprägen: Hitler – Autobahn – Lösung der wirtschaftlichen Probleme durch technischen Fortschritt. Damit begann eine Welle von Berichten über Bau und Eröffnung weiterer Teilstrecken. Zeitungen, Bücher mit Titeln wie: „Granit und Herz. Die Straßen Adolf Hitlers – ein Dombau unserer Zeit“, Fotobände, Autobahngemälde, vor allem aber Filme, die auch das Fahrerlebnis vermitteln konnten, sorgten dafür, daß dieser Fernstraßenbau im deutschen Bewußtsein auf eine nachwirkende Weise verankert und ästhetisiert wurde wie kaum je bei anderen Zweckbauten. Technische Innovationen – besonders bei spektakulären Brückenbauten – werden ebenso bejubelt wie die angebliche Lösung des Problems der Arbeitslosigkeit durch den Autobahnbau, der auch dazu dienen soll, die sozialen Gegensätze in der „Volksgemeinschaft“ zu nivellieren.“

Insbesondere der Beitrag des Autobahnbaus zur Überwindung der Arbeitslosigkeit wurde immer wieder propagandistisch in den Vordergrund gerückt, doch gerade auf deren Entwicklung „hatte das Riesenprojekt kaum messbaren Einfluss. Nie mehr als 130.000 Arbeiter waren am Straßenbau beteiligt – die Arbeitslosigkeit in Deutschland aber hatte Ende 1932 mit sechs Millionen Beschäftigungslosen eine ganz andere Dimension.“ Thomas Lange konkretisiert das noch am Beispiel der direkt an der Autobahnstrecke liegenden Gemeinde Sprendlingen. Dort fanden von 700 Arbeitslosen nur 40 eine Beschäftigung beim Autobahnbau – nicht zuletzt auch deshalb, weil die Sprendlinger den NS-Behörden als überwiegend kommunistisch eingestellt galten, und deshalb für den Autobahnbau „nur einige Volksgenossen aus dieser Gemeinde für die bevorzugte Vermittlung zur Verfügung“ standen. Der Relativierung der Naziverbrechen und insbesondere der von Hitler tat dies in den Jahrzehnten danach jedoch keinen Abbruch – ganz nach dem Motto: „Hitler hat viel Schlimmes getan, aber er hat doch auch die Autobahnen gebaut.“
Der Autobahnbau war weniger ein Mittel gegen die Arbeitslosigkeit, als vielmehr ein weiteres Instrument zur Drangsalierung und Unterdrückung politischer Gegner.

„Die Nazis haben arbeitslose Mitglieder der KPD, der SPD und Gewerkschafter*innen auf diese Baustellen gezwungen, also ihre politischen Feinde. Wer nicht mitmachen wollte, wurde schon ab dem 24. September 1933 vom Arbeitsamt mit der Streichung des Geldes bedroht. Also haben alle mitgemacht. Die KPD-Wählerquote war überdurchschnittlich hoch bei den Arbeiter*innen und nochmals höher bei erwerbslosen Handarbeitern.“

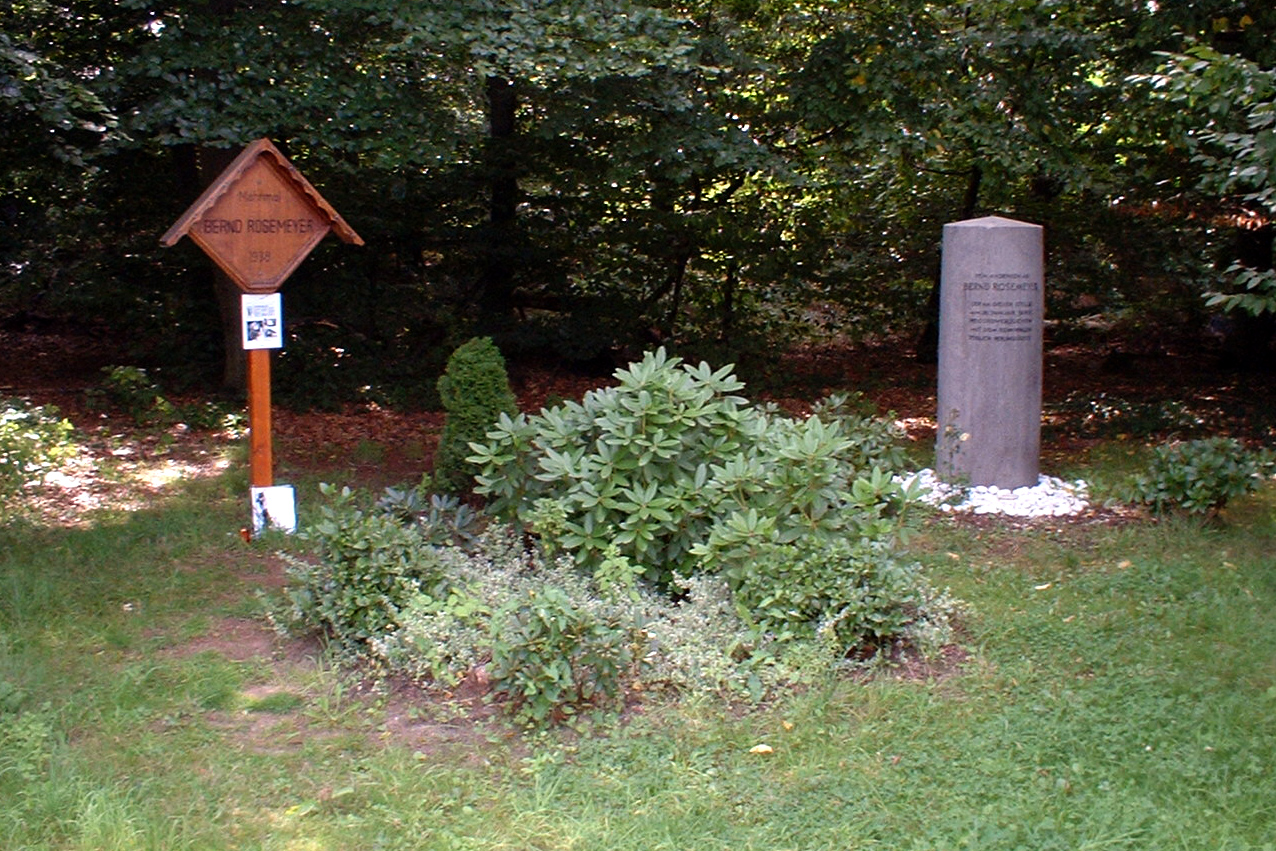
Bernd-Rosemeyer-Denkmal an der heutigen Autobahn A5, Parkplatz „Bernd Rosemeyer“, bei Mörfelden-Walldorf

Wie der erste Spatenstich für die HAFRABA wurde auch die Eröffnung der ersten fertigen Teilstrecke Frankfurt–Darmstadt am 19. Mai 1935 zu einer propagandistischen Inszenierung. Thomas Lange spricht von einem „Staatsakt“, der aus Reden und Vorbeifahrten bestanden habe, „die schon Prozessionscharakter annahmen: erst fuhr Hitler an der Menschenmenge vorbei, dann 5.000 Bauarbeiter vor ihm wie auf einer Paradebahn“. Die feierliche Inszenierung täuschte allerdings darüber hinweg, „dass es Widerstand gegeben hatte. Ludwig Gehm und weitere Mitglieder des "Internationalen Sozialistischen Kampfbundes" in Frankfurt hatten am Vortag Parolen wie „Hitler = Krieg“ und „Nieder mit Hitler“ auf die Fahrbahn und an die Brücken gemalt und mehrere Lautsprecher zerstört. Die Schriftzüge wurden zu den Feierlichkeiten notdürftig überdeckt.“
Die Hafraba-Strecke, die 1938 durch Rekordversuche in die Schlagzeilen geriet, bei denen Bernd Rosemeyer zu Tode kam und bei dessen Beisetzung Adolf Hitler die Gedenkrede hielt, blieb lange unvollendet. „Erst 1962 konnte das erste Auto auf direktem Wege von Hamburg nach Basel fahren.“